# Boks na Igrzyskach Frankofońskich 1997
Wyniki zawodów bokserskich, rozgrywanych podczas 3. igrzysk frankofońskich. Igrzyska miały miejsce w madagaskarskiej Antananarywie. Pierwszy raz w historii igrzysk frankofońskich zawodnicy mogli startować w kategorii boks. Zawody trwały od 28 sierpnia do 6 września 1997 r.

## Medaliści
| Kategoria wagowa               | Złoto                   | Srebro                   | Brąz                                     |
| Waga papierowa (-48 kg)        | Anicet Rasoanaivo       | Domenic Figliomeni       | Stephane Menard Mimoun Chent             |
| Waga musza (-51 kg)            | Celestin Augustin       | Riaz Durgahed            | Guy-Elie Boulingui Georges Bekono        |
| Waga kogucia (-54 kg)          | Moez Zemzeni            | Jean-Claude Razanakolona | Marian Alexandru Herman Ngoudjo          |
| Waga piórkowa (-57 kg)         | Julio Mboumba           | Josian Lebon             | Marc Razafindrabe Habib Ben Belgacem     |
| Waga lekka (-60 kg)            | Giovanni Frontin        | Iulian Ciobanu           | Michael Strange Mamadou Sow              |
| Waga lekkopółśrednia (-63,5kg) | Jean de Dieu Soloniaina | Gerry Legras             | Jody Wheaton Christophe Canclaux         |
| Waga półśrednia (-67 kg)       | Fathi Missaoui          | Malik Cherchari          | Ernest Atangana Mboa Brice Ndjave Ndjoye |
| Waga junior średnia (-71 kg)   | Gerard Tirpied          | Scott MacIntosh          | Jude Micock Jean Randrianantenaina       |
| Waga średnia (-75 kg)          | Jean-Paul Mendy         | Mourad Louhichi          | Flavio Furtado Joseph Ranarison          |
| Waga półciężka (-81 kg)        | Frédéric Serrat         | Troy Ross                | Felix Solo Paul Mbongo                   |
| Waga ciężka (-91 kg)           | Georges Akono           | Mark Simmons             | Roland Raforme Sosthene Rasoloarison     |
| Waga super ciężka (+91 kg)     | Jean-Francois Bergeron  | Ali Mansour              | Hilaire Simo Patrice L'Heureux           |